# ロバート・デヴァルー (第2代エセックス伯)

第2代エセックス伯ロバート・デヴァルーの紋章

第2代エセックス伯ロバート・デヴァルー（またはデヴルー、デュヴルー、デヴェロウ、英: Robert Devereux, 2nd Earl of Essex [ˈdɛvəˌruː, ˈdɛvərə], KG, PC、1566年11月10日 - 1601年2月25日）は、イングランドの貴族、軍人、廷臣。
女王エリザベス1世の寵臣であり、1596年のカディス遠征で軍事的英雄となったが、宮廷内でロバート・セシルと対立を深めた。1599年にアイルランド反乱鎮圧に失敗したことで失脚。復権を期して1601年にセシル排除を狙ったクーデターを起こすも失敗し、大逆罪で有罪となり、処刑された。

## 概要
1566年、初代エセックス伯ウォルター・デヴァルーの長男として生まれる。母レティス・ノウルズは女王エリザベス1世の母方の従姉の娘（従姪）である。10歳の時の1576年に父が死去し、第2代エセックス伯位を継承する。宰相の初代バーリー男爵ウィリアム・セシルが後見人となって育てられた。ケンブリッジ大学を卒業する（→出生・育ち）。
母の再婚相手（継父）である初代レスター伯ロバート・ダドリーの後援で宮廷デビューした。美男子な容姿を生かしてエリザベス女王の目に留まる。1585年にはレスター伯に従ってネーデルラント遠征に従軍し、この際にフィリップ・シドニーによりナイトに叙された。帰国後には戦死したシドニーの未亡人フランセス（フランシス・ウォルシンガムの娘）と結婚し、騎士道精神あふれた行為として称賛された（→宮廷デビュー）。
1587年頃からエリザベス女王の寵愛を受けるようになり、同年主馬頭に任じられ、1590年からはワイン輸入税の独占権を認められた（→女王の寵臣に）。1589年にはリスボン遠征に参加したが、戦果は上げられなかった（→リスボン遠征）。1591年から1592年にかけてルーアン包囲戦でイングランド軍の指揮官を務めたが、やはり戦果はあげられなかった（→ルーアン遠征）。
ルーアンから帰国した頃から宮廷内にエセックス伯派を形成するようになり、セシル派（バーリー卿とその息子ロバート・セシルを中心とする派閥）と対立を深めるようになった（→セシル親子との対立）。
1596年のカディス遠征において指揮官を務め、大勝したことで軍事的英雄となった。この戦功で軍務伯に任じられた（→カディス襲撃の成功で英雄に）。1598年にフランスがスペインと講和するとセシル親子を中心とする和平派とエセックス伯を中心とする主戦派の対立が深まったが、この論争は主戦派が勝利し、スペインとの戦争は継続されることになった（→対スペイン主戦派として）。
1598年7月から8月にかけて女王と喧嘩して関係を悪化させた（→女王との関係の悪化）。アイルランド反乱を鎮圧する戦功をあげることで立場を挽回しようと考え、1599年にアイルランド総督に就任し、アイルランドへ出征した。しかし鎮圧に失敗したうえ独断で休戦して女王のもとへ戻り、女王の寝所に押し入ってきて報告を行った。この件で女王の逆鱗に触れた（→アイルランド反乱鎮圧に失敗）。枢密顧問官たちにより裁判にかけられ、1600年6月に官職を解かれて自宅謹慎処分となった。8月に謹慎は解かれたものの、彼のワイン輸入税独占権を更新しないことが決定された。多額の借金を抱えるエセックス伯にとってこれは致命的だった（→失脚）。
1601年1月から2月にかけて第3代サウサンプトン伯ヘンリー・リズリーら自派閥の者たちとともにロバート・セシル排除を目的としたクーデターを計画するようになった。2月8日にクーデターを決行したが、失敗して逮捕された（→クーデター）。
1601年2月19日に裁判にかけられた。裁判でエセックス伯は、決起はセシル排除を目的とした物であり、エリザベス女王への大逆の意思はなかったと証言したが、結局大逆罪で有罪判決を受け、2月25日に斬首された（→裁判と処刑）。
端正な顔立ちで長身の美男子だったが、感情の抑制が効かず、自制心や克己心がまったくない人物だったといわれる。しかし目下の者には優しい人物であり、国民人気は絶大だった（→人物）。

## 生涯

### 出生・育ち
1566年11月10日、初代エセックス伯ウォルター・デヴァルーとその妻レティス・ノウルズの間の長男として、ハートフォードシャー・ネザーウッド(Netherwood)に生まれた。父方の系図はノルマン・コンクエスト時代のノルマン貴族に遡れる。ただし、父親はエリザベス1世の寵臣を長く務めた初代レスター伯ロバート・ダドリーだという説もある。母方の曾祖母メアリー・ブーリンは、ヘンリー8世の2番目の妻でエリザベス1世の母親であるアン・ブーリンの姉だった。
父は北アイルランド北東部アントリムを所領として受ける目的で、1573年に女王と折半で軍資金を捻出してアイルランド反乱鎮圧軍を組織し、アイルランドに出征した。しかし何ら戦果のないまま1576年9月にダブリン城で病死した。父の死去により10歳にして第2代エセックス伯爵位とウェールズの地所、そしてアイルランド出兵で負った膨大な借金を相続した。そのため「イングランドで一番貧しい伯爵」と呼ばれた。
女王の宰相初代バーリー男爵ウィリアム・セシルが後見人となり、バーリー卿の二人の息子（そのうちの一人が後の政敵初代ソールズベリー伯爵ロバート・セシル）とともにバーリー卿の屋敷で育てられた。
ケンブリッジ大学トリニティ・カレッジに進学。1581年に同大学からマスター・オブ・アーツの学位を取得した。
青年期にはペンブルックシャーのランフェイ、スタッフォードシャーのチャートレイなど西方の荘園にあちこち移住して田園生活を送った。

### 宮廷デビュー

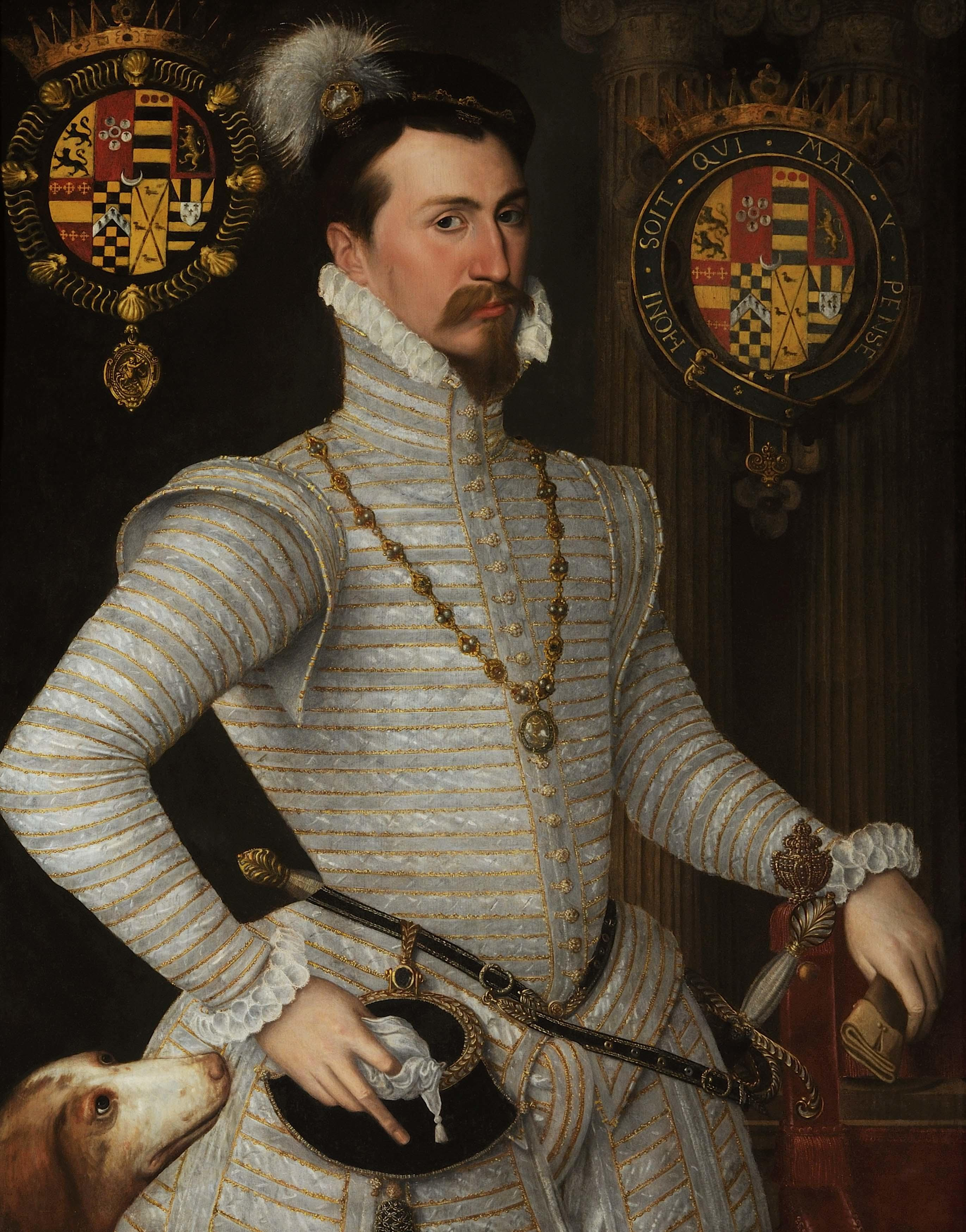
母の再婚相手（継父）の初代レスター伯ロバート・ダドリー。一説に彼が実の父とも

母は父との死別から4年後に女王の寵臣レスター伯と再婚した。この継父に連れられて1584年に宮廷デビューした。女王の寵愛を得て借金地獄から逃れることが目的だった。
エセックス伯は長身で端正な顔立ちをした美男であり、若い頃のレスター伯を思わせる風貌だった。老いに怯える日々を送っていたエリザベス女王は彼と出会ってたちまちに青春を取り戻したという。
1585年12月には継父レスター伯に従って騎兵隊長としてネーデルラントへ遠征。1586年9月にサー・フィリップ・シドニー（レスター伯の甥にあたり、直後のジュトフェンの戦い）で戦死）の手でナイトに叙された。ネーデルラントから帰国すると武勲を立てた立派な騎士として人々から歓喜の声で迎え入れられた。そしてシドニーの未亡人であるフランセス・ウォルシンガム（女王の側近フランシス・ウォルシンガムの娘）と結婚した。この行為は騎士道精神あふれる行為として称賛された。

### 女王の寵臣に
エリザベス女王がエセックス伯を寵愛するようになったのは1587年初頭からである。この頃から女王は狩猟の時も行幸の時もエセックス伯を連れ歩くようになり、舞踏会ではエセックス伯以外とは踊らなくなった。
女王は50過ぎになった今も若い美男子たちの甘美な賞賛がなければ生きた心地がしなかった。そのため寵臣と恋愛遊戯の雰囲気を醸すことを病的なまでに欲した。彼女のその願望を感じ取っていたエセックス伯は女王を最愛の女性として崇めるように扱ったが、内心では愚かで卑しい老女と軽蔑しきっていたという。
またエセックス伯はこれまでの女王の寵臣と違い、犬のように彼女に従うつもりはないようだった。たとえば駆け落ちで女王の不興を買った姉ドロシーを女王の意に反して擁護したり、女王がドロシーの引見を拒否するとフランドルに亡命すると宣言して女王を脅迫したりした。しかしそのようなエセックス伯の反抗的なところも女王には可愛く思えたようである。
1587年12月には1500ポンドの年収がある主馬頭に任じられた。レスター伯が死去するとホワイトホール宮殿内のレスター伯の居室を使用することを許可された。
借金で首が回らなくなっていたエセックス伯は抵当に入っている土地以外の全ての土地を売却しており、その経済的苦境を見かねた女王は1590年にワイン税輸入税独占権を彼に認めている。

### リスボン遠征

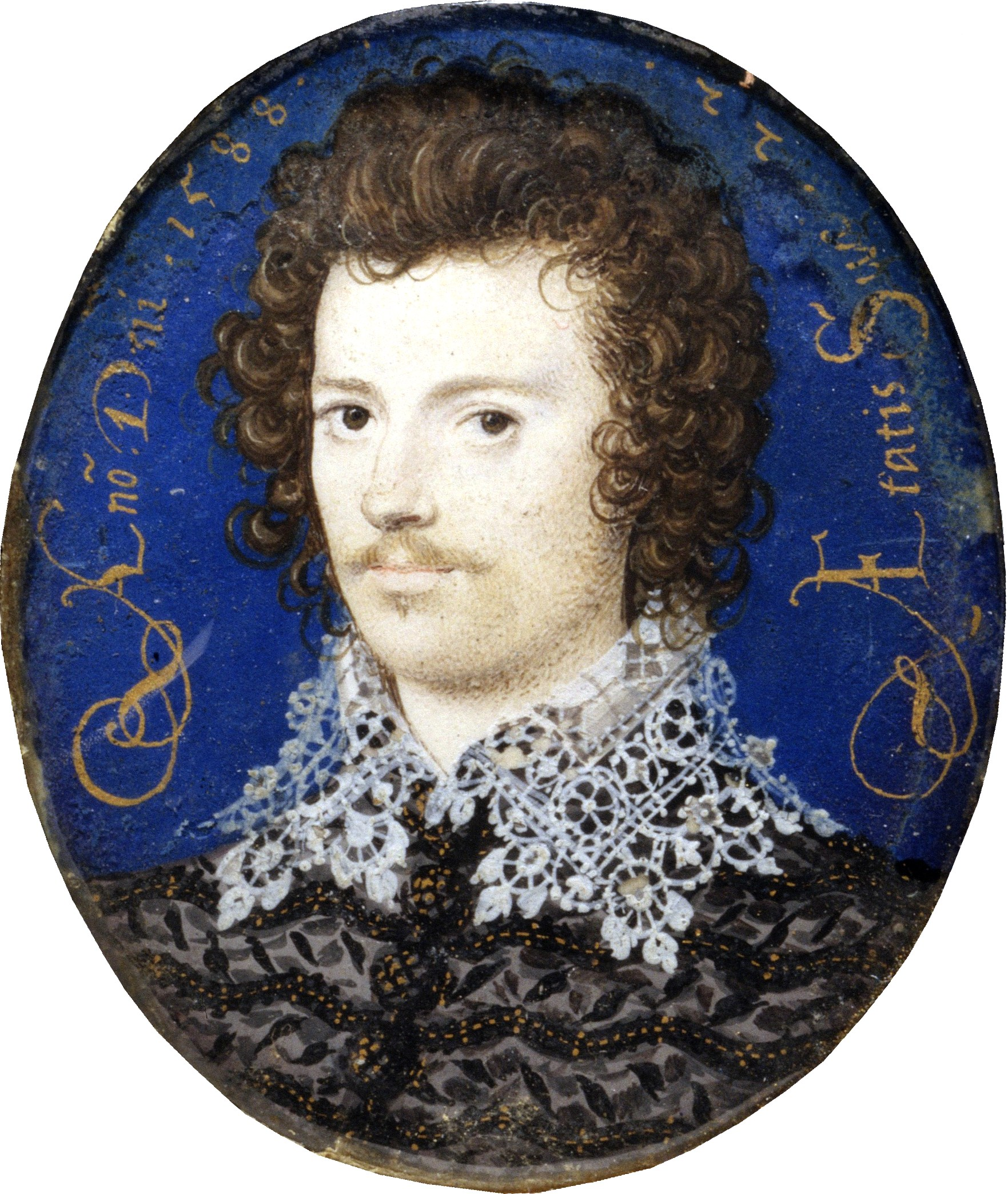
1588年頃にニコラス・ヒリアードが描いたエセックス伯

1588年7月のアルマダの海戦はイングランドの勝利に終わったが、スペイン無敵艦隊は北海へ撤退し、その後情報がなかった。女王は1589年初頭にも無敵艦隊壊滅作戦を開始したが、出撃するフランシス・ドレークやジョン・ノウルズらがポルトガル沖でのスペイン船略奪を希望したので結局この作戦はスペイン領ポルトガルへの遠征作戦と化した。
エセックス伯も戦利品を借金返済に充てる目論みでドレークの遠征への参加を希望し、1589年4月に女王の勅許も得ずに宮廷から姿を消したかと思うとプリマス港からサー・ロジャー・ウィリアムズの指揮する女王の旗艦スウィフトシュアに搭乗して出航した。
同艦隊はリスボン沖でドレークの艦隊と合流。その後二手に分かれ、エセックス伯は6000の兵を率いて陸路でリスボンへ向かった。しかし重い装備と暑さで軍は消耗し、リスボンに到着したころには疲労しきっていた。しかもタグス川を上ってくるはずのドレークの艦隊の到着が遅れてなかなか姿を見せなかった。リスボン攻略を絶望視したエセックス伯は苦し紛れに、馬に乗ってリスボン城門前に行くと、そこに槍を突き立てて門の向こうのスペイン軍に向かって「女王の御名において一騎討ちを申し出る。挑む勇者はいないか」と叫んだが、スペイン軍からの返事はなく相手にされなかった。
結局遠征隊は撤収することになった。帰途の6月末に商船隊を襲ってその積み荷3万ポンドを略奪し、各司令官で山分けしたが、戦果はこれだけだった。そして帰国後に遠征隊は女王から叱責された。

### ルーアン遠征
当時、フランスはプロテスタント寄りの国王アンリ4世とスペインの支援を受けるカトリック同盟軍の内乱中だった。イングランド軍はアンリ4世と同盟してフランスに派兵していた。1591年6月にはアンリ4世からの要請でルーアンに4000の兵を送り込むことになった。
エセックス伯はその指揮官になることを希望した。女王ははじめ躊躇したが、エセックス伯の3度に渡る熱心な懇願に根負けして指揮官に任じられた。
しかしフランス軍がルーアンになかなか援軍に来ないのと、マラリアと赤痢に襲われたことでルーアン攻略は失敗したうえ軍の数を半減させた。弟のウォルターもこの戦いで戦死し、エセックス伯は悲しみに暮れた。女王は激怒し、1592年1月初頭にもエセックス伯を呼び戻し、司令官をロジャー・ウィリアムズに変更した。

### セシル親子との対立

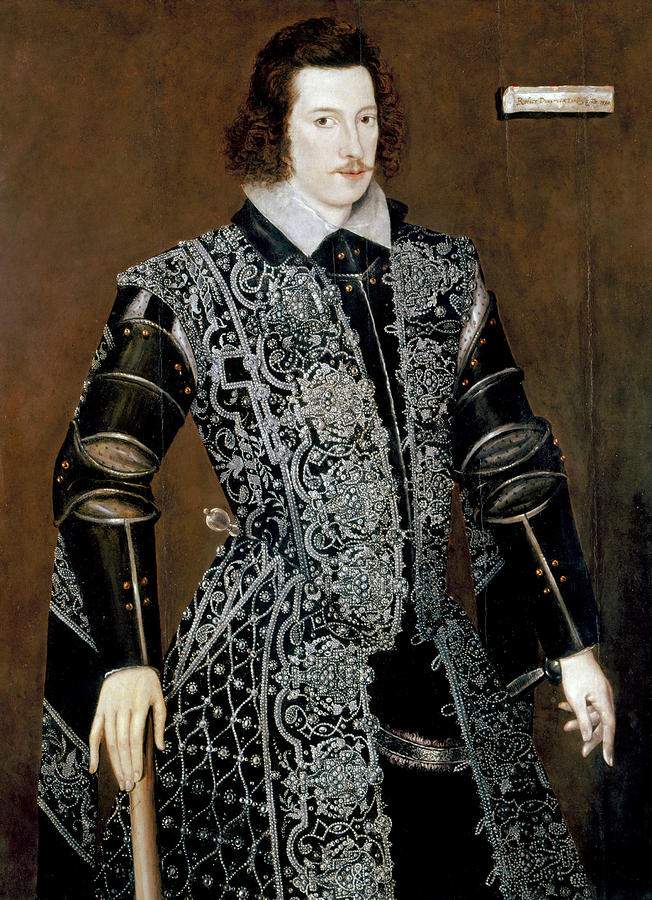
1590年にウィリアム・シーガーが描いたエセックス伯

ルーアンから帰国すると友人や支持者からの勧めで、軍人としての功績を求めて海外に出るより、国内にとどまって政治家として地保を固めることを目指すようになった。しかしその結果、宮廷内にセシル親子（宰相初代バーリー男爵とその息子ロバート・セシル）の派閥とエセックス伯の派閥ができて対立が深まった。

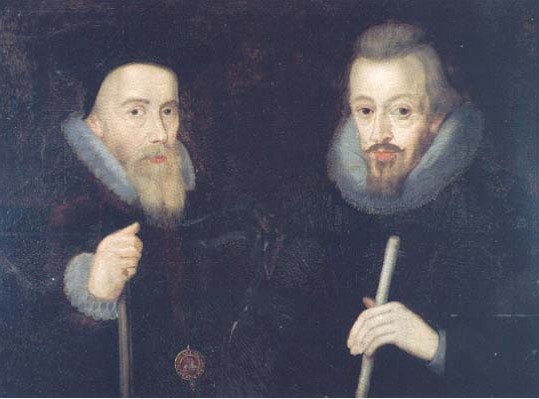
初代バーリー男爵ウィリアム・セシルとロバート・セシルを描いた絵画（1596年頃）

1590年に国王秘書長官ウォルシンガムが死去すると、国王秘書長官の実務はセシル親子が掌握し、一方ウォルシンガムの諜報網はエセックス伯が受け継いだ。さらに1593年2月には枢密顧問官に列した。
エセックス伯の周囲にはセシル親子に排除された人々が集うようになった。法律家・庶民院議員フランシス・ベーコンもその一人であり、レスター伯とウォルシンガムに仕えていた彼はウォルシンガムら亡き後義理の伯父に当たるバーリー卿を頼りにしたが、バーリー卿が自分を支援してくれないことに失望して1591年頃からエセックス伯派に転じ、ウォルシンガムの諜報網再建に貢献した。ベーコンの兄アンソニー・ベーコンも諜報網のまとめ役としてエセックス伯に仕え、ベーコン兄弟をブレーンにしてからエセックス伯は政治家としての能力・知識を高め、枢密院会議や貴族院に必ず出席するようになった。
エセックス伯は、自分の取り巻きを高官職につけることに腐心した。1593年には法務長官トマス・エジャートンが国璽尚書兼大法官に昇進したのに伴って法務長官ポストが空席となったが、その後任人事をめぐって、エセックス伯がフランシス・ベーコンを推したのに対してセシル親子は法務次官エドワード・コークを推して対立が深まったが、結局この件はエリザベス女王が1594年にコークに決定したことでセシル親子の勝利に終わった。
ついでエセックス伯は、女王暗殺を企んだとしてポルトガル・ユダヤ人の女王侍医ロドリゴ・ロペスを逮捕したが、長く女王に仕えてきたロペスが今更そんなことをするはずがないと考えたセシル親子は、冤罪と主張し、再びエセックス伯と対立した。女王もはじめ冤罪と考え、エセックス伯を叱責したが、まもなくエセックス伯の説得で翻意し、ロペスの取り調べを許した。エセックス伯は世論の反ユダヤ主義が高まったのを好機として、ロペスを是が非でも犯人に仕立て上げようとし、拷問の末に「自白」を引き出して裁判にかけて有罪に追い込んだ。結局セシル親子も擁護を断念し、ロペスは処刑された。エセックス伯派はロペスの有罪判決が出た際に勝利の勝鬨をあげている。

### カディス襲撃の成功で英雄に

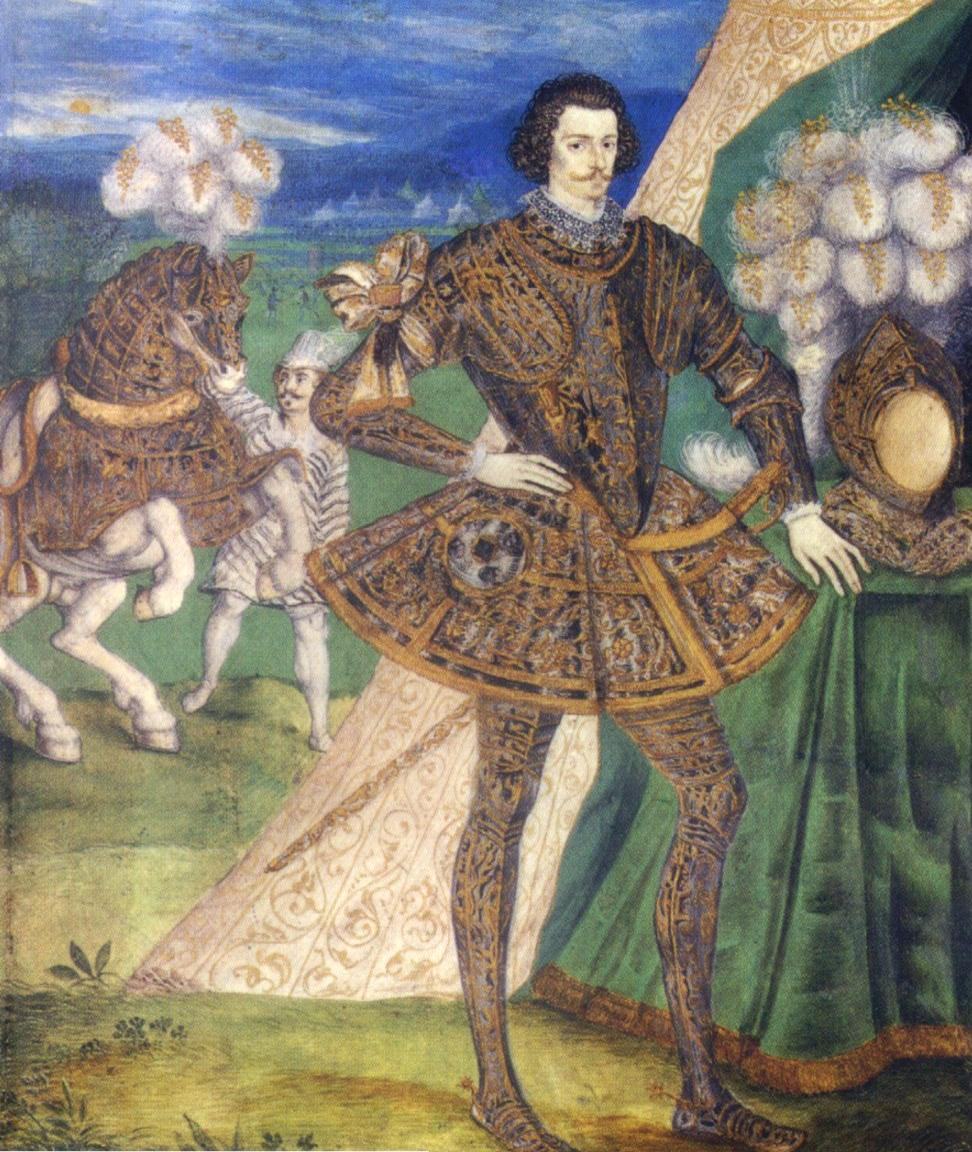
1593年から1595年頃にニコラス・ヒリアードが描いたエセックス伯

自分の宮廷内での立場を有利にすべく、1595年12月から準備が開始されたカディスのスペイン艦隊攻撃の遠征艦隊の指揮官に志願し、認められた。
エセックス伯と第2代エフィンガムのハワード男爵（後の初代ノッティンガム伯爵）チャールズ・ハワードを指揮官とする遠征軍は、1596年6月にプリマス港から出撃し、カディスを襲撃した。この戦いでエセックス伯は陸上での戦闘を指揮し、イングランド軍を大勝に導いた（海上での戦闘はハワード男爵が指揮）。またこの戦いでエセックス伯は女子供に手をかけることや教会に火を放つことを禁じて騎士道精神を示したことも話題になった。
この戦いの勝利によってエセックス伯は国民的英雄となり、凱旋に際しては人々から歓喜の声で迎えられた。
しかし女王は不快に感じ、エセックス伯にカディス襲撃の戦記の出版を禁じている。その理由はいくつかあるが、まず女王は自分と並び立つ権威が現れるのを好まなかった。また略奪品による財政的恩恵が期待されたほどなく（エセックス伯が略奪品を独り占めしていると考えられた）、むしろ遠征の出費で財政が悪化していることに不満だった。さらにエセックス伯とハワード男爵がカディス襲撃に戦功ありとして64人も騎士に叙したことにも怒っていた。女王は騎士の叙任に慎重で生活にゆとりのない者を騎士にすることを嫌っていたのである。
だが、1596年12月28日には軍務伯に任じられて労をねぎらわれている。先立つ10月23日にハワード男爵がカディスの戦功でノッティンガム伯に昇叙されたことに対し格下になるエセックス伯が抗議（海軍卿のハワード男爵が伯爵に昇叙すると、海軍卿より地位が下の主馬頭のエセックス伯が宮廷の地位も下がるため）、それに折れた女王が海軍卿より上の軍務伯に任じたためだった。

### 対スペイン主戦派として
1597年、アゾレス諸島を利用するスペインの宝物船襲撃の遠征艦隊にも志願し総司令官に就任、副官ノッティンガム伯とウォルター・ローリーを加えた艦隊を率いて7月10日に出航した。ところが嵐に襲われ2度出航を断念、3度目に出航した時には、アゾレス諸島に宝物船は見つからず、目的を見失ったエセックス伯の艦隊はアゾレス諸島をうろつくだけで、隙を見たスペイン宝物船に逃げられるという失態を演じた。
スペインとの戦争が長引く中、エリザベスの宮廷の廷臣たちの意見は二つに分かれた。セシル親子をはじめとする和平派とエセックス伯をはじめとする主戦派である（エセックス伯は戦争が終わってしまうと自分の国民人気が薄くなり、セシル親子の権力が増大すると恐れていた）。
フランスは1598年5月にもスペインと講和して、イングランド・ネーデルラントとの同盟から離れた。セシルら和平派はこれを機にイングランドもスペインと講和に入るべきと主張したが、エセックス伯ら主戦派はこれまでネーデルラントに投資してきた金が全て無駄になると主張して徹底抗戦を唱え続けた。この論争は最終的にはネーデルラント外交官たちの巧みさもあって主戦派が勝利している。

### 女王との関係の悪化
1598年7月1日の枢密院会議は第2代ティロン伯爵ヒュー・オニールの反乱に揺れるアイルランドの総督（ロード・レフテナント）人事をめぐって荒れた。女王はエセックス伯の母方の叔父にあたるウィリアム・ノウルズが新しい総督として適当であると述べたが、エセックス伯は宮廷内での味方が減ることを嫌がり、セシル派のジョージ・カーリューを推した。女王がこの提案を笑って跳ね除けるとエセックス伯は女王を侮るような眼付きで見て背を向けた。これに激怒した女王はエセックス伯に平手打ちすると「ここから出ていき、縛り首になりなさい」と叫んだ。それに激怒したエセックス伯は剣に手をかけた。すぐにノッティンガム伯が割って入ったため、大事には至らなかったものの、女王とエセックス伯の関係がぎくしゃくした。このとき、エセックス伯は女王に向かって「これほどの侮辱と無礼を甘受できません。たとえ陛下の父君ヘンリー8世から受けたとしても」と叫んだという。
さらに同年8月には親友の第3代サウサンプトン伯ヘンリー・リズリーがエリザベス女王の女官であるエリザベス・ヴァーノンと秘密結婚して女王を激怒させたが、エセックス伯はサウサンプトン伯を擁護し、女王と再び喧嘩になった。
こうした女王との関係の悪化のせいか、1598年8月4日にバーリー卿の死で空いた実りのいい役職後見裁判所長官のポストに就くことを認められなかった。
エリザベス女王の晩年、イングランド有力者はこぞってイングランド王位最有力候補と目されていたスコットランド王ジェームズ6世と接触を図っていたが、この面においてはエセックス伯がライバルのロバート・セシルに先んじており、ジェームズ6世に自らを売り込むと同時にセシルはステュアート朝の擁立に反対してスペイン王女の即位を画策している旨を讒言していた。そして女王との関係が悪化して自分の旗色が悪くなってくると「スコットランド軍を国境地帯に差し向けて王位継承を迫るよう」進言するようにさえなった。

### アイルランド反乱鎮圧に失敗

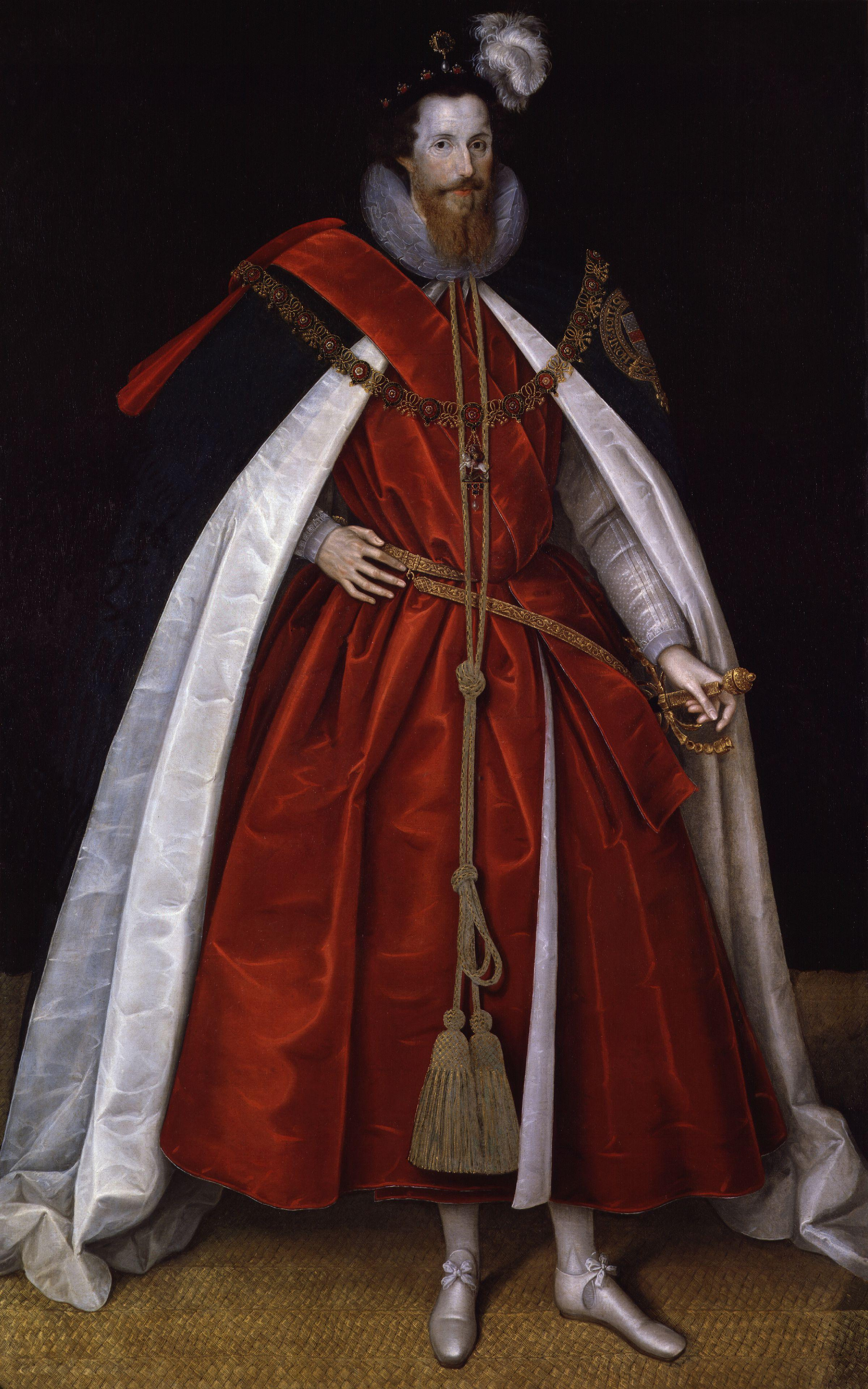
1597年にマークス・ヘラートが描いたエセックス伯

エセックス伯は立場挽回のために再び大きな戦功を欲するようになった。アイルランドでは1594年からティロン伯の反乱が発生しており、イングランド軍は1598年8月にイエロー・フォードの戦いでティロン伯の軍に大敗して危機的状況に陥っていた。これを鎮圧できれば大きな戦功になると考えたエセックス伯は、1598年8月末頃からアイルランド総督職就任を希望するようになった。
しかし女王はこの頃、アイルランド総督として第8代マウントジョイ男爵チャールズ・ブロウントを考えていた。これに対してエセックス伯は「アイルランドに赴く人物は貴族の中でも一流の人物であるべきで、権威と名誉と富において、また軍人としての名声においても輝かしい人物でなければならない」と主張し、この人事に反対するとともに暗に自分を推した。女王は1599年1月になってしぶしぶエセックス伯をアイルランド総督に任じた。
遠征軍組織のために女王は25万ポンドも注ぎ込み、エセックス伯の名声も加わって志願兵は数多く集まった。1599年3月末に国民の大歓声に見送られながらエセックス伯は1万6000の歩兵と1300の騎兵を率いてロンドンを発ち、アイルランドへ出征した。サウサンプトン伯やクリストファー・ブロウント（母レティスの再婚相手でエセックス伯爵家の主馬頭）など個人的友人たちも多く連れて行った。
4月にダブリンに到着したが、北アイルランドのアルスターに向かう予定を変更して、南アイルランドに上陸して無駄な交戦を繰り返した。その結果いたずらに兵と戦費を消耗させた。1599年6月には本国でセシルが後見裁判所長官に任命されたことを知って焦燥を募らせ、女王に書簡を送ったが、7月には女王から叱責の返信を送られ、「即刻アルスターに進軍し、ティロン伯を成敗するまでアイルランドから離れてはならない」と厳命された。
しかしこの時点でエセックス伯の軍は4000人に激減しており、しかも8月初旬にはコノートの反乱により遠征軍はさらに大打撃を被った。そのためアルスターに進軍しても勝利の見込みはなかった。9月上旬にティロン伯から和議の使者が送られてくるとエセックス伯は独断でこれに応じ、ティロン伯と会見して春まで延長可能な休戦協定を締結した。また女王から騎士の叙任は慎重にと命じられていたのに、エセックス伯は8月23日までに59人も騎士に叙していた。
激怒した女王は再びエセックス伯叱責の手紙を送ってきた。エセックス伯は女王の勘気を解くには直接弁明するしかないと判断し、9月24日に軍を置き去りにしてサウサンプトン伯やブロウントなど6名の側近とともにダブリンを出港してロンドンへ向かった。

### 失脚
1599年9月28日早朝にロンドン近くまで到着したエセックス伯は、女王がサリー州・ノンサッチ宮殿に滞在中と知って、そちらに向かい、午前10時頃に同宮殿に到着した。エセックス伯は早く弁明したいあまり、謁見の許可を得ないまま、身支度をしている最中の女王の部屋に押し入ってきた。女王は暗殺者かと思ったという。突然ひざまづいて弁明を始めるエセックス伯を見て、さしあたって危険はなさそうだと判断した女王は彼に優しく語り掛けて落ち着かせると、着替えをするように、自分も化粧を済ませるからと指示して部屋から退出させた。
11時頃に化粧を済ませた女王はエセックス伯を召して報告を聞いたが、この時も女王は優しかった。しかし昼食後の3度目の引見で女王は態度を一変させ、厳しい表情と冷ややかな口調になり、無断でアイルランドを離れ、兵士を危険の中に置き去りにしたことは遺憾であると叱責した。そして自宅謹慎と枢密顧問官の審問を受けることをエセックス伯に命じた。
翌9月29日にエセックス伯は枢密院に召集され、5時間にわたる審問を受けた。とりわけ女王に無断での帰還、アイルランドから送った報告書が僭越であること、出発前の命令書に従わなかったこと、アイルランド遠征に失敗したうえに軍を置き去りにしたこと、泥まみれで女王の寝室に侵入したこと、多くの者を騎士に叙したことが追及された。その審問に基づき枢密顧問官たちは11月29日にエセックス伯を星室庁裁判所に告訴した。その後エセックス伯はしばらく病気療養していたが、回復後の1600年6月5日に枢密顧問官、上下両院議員、高位判事の前に召喚され、官職の剥奪と女王の許可があるまでの自宅謹慎を命じられた。
8月には謹慎を解かれたが、収入源であるワイン輸入税独占権の更新が認められなかった。借金だらけのエセックス伯が破産せずにすんでいたのはこの独占権をロンドン商人組合に又貸ししていたからだった。女王もそれを知っているはずであり、それを切るということは自分に破滅を命じているに等しく、エセックス伯はこれをもって女王に見捨てられたと感じたという。

### クーデター

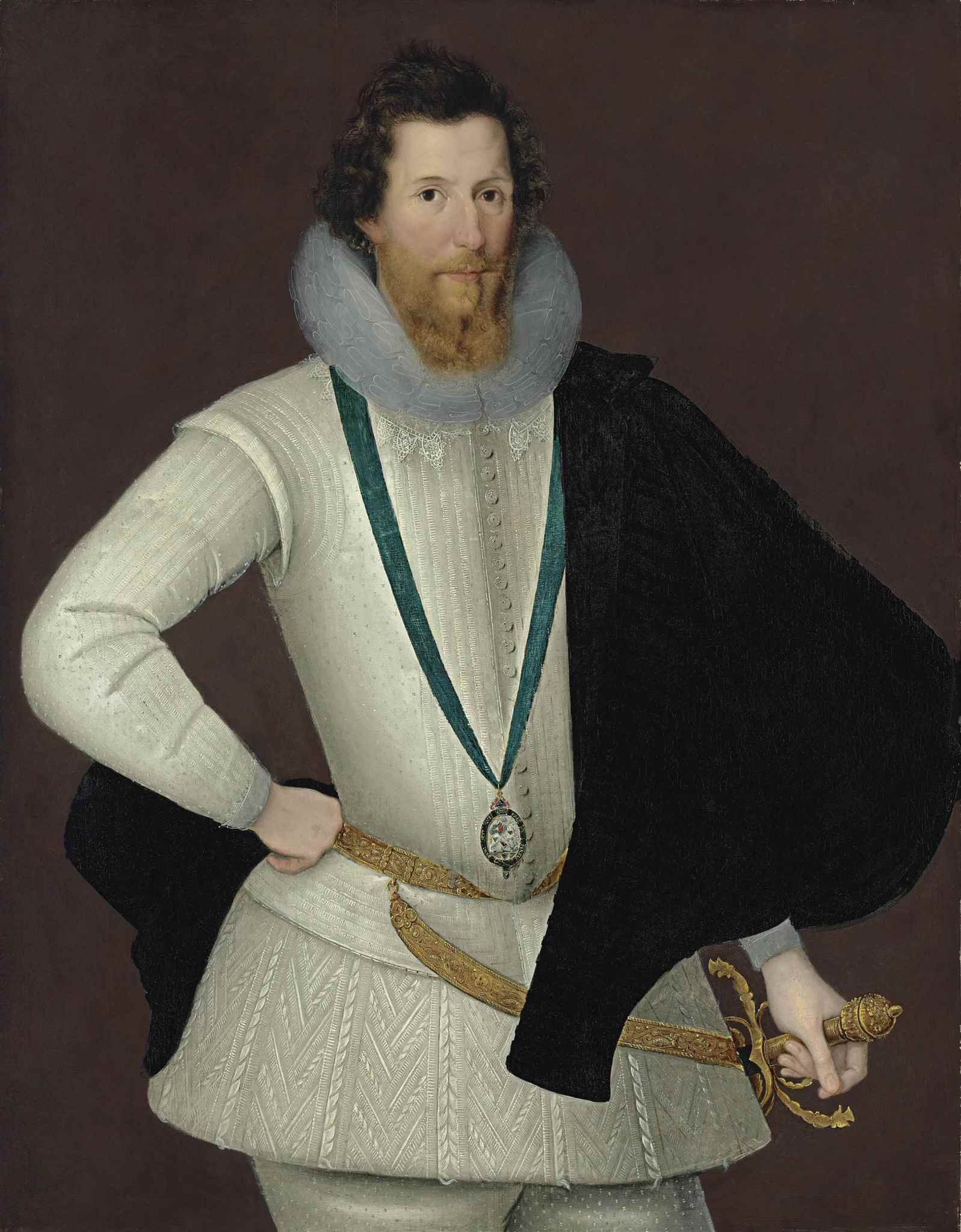
1596年から1601年頃にマークス・ヘラートが描いたエセックス伯

エセックス伯の国民人気はいまだ絶大であり、市井にはエセックス伯の失脚はセシルの陰謀とするパンフレットが出回り、世論のセシルへの憎しみが高まっていた。そのためエセックス伯は自分がクーデターを起こせばロンドン市民や貴族の多くが自分の味方に付くと考えていた。
1601年1月末から2月初旬にかけてエセックス伯派はサウサンプトン伯邸に集まって、クーデター計画を練るようになった。合図とともに護衛を突破して女王を拘束し、議会を招集してセシル、ウォルター・ローリー、第11代コバム男爵ヘンリー・ブルックら政敵を弾劾・追放し、代わってエセックス伯派が要職に就く計画だった。
クーデター実行直前の2月7日にサウサンプトン伯は彼がパトロンになっている宮内大臣一座（後の国王一座）にシェイクスピアの演劇『リチャード二世』を上演させている。ヘンリー4世がリチャード2世に退位を迫る場面がある作品であり、エリザベス女王や宮廷はエセックス伯のクーデターを警戒した。さらに同2月7日、エセックス伯は枢密院出席を命じられるも病気を理由に参内を拒否した。そして武装した支持者を集め、彼らに向けて自分がセシルたちに命を狙われている旨を演説した。
翌2月8日朝、女王の命令を受けたコーク、エジャートンら枢密顧問官4人がエセックス伯邸を訪れ、彼に枢密院に出席のうえ武装兵を集合させている目的を説明するよう求めた。エセックス伯は「自分は危うくベッドの中で殺されるところだった。武装して集まっている者たちは自分の身を心配して集まってくれた者たちである」と答え、続けてエセックス派の貴族の第5代ラトランド伯ロジャー・マナーズが「命を狙っているのはセシル、ローリー、コバムである」と告げた。
エセックス伯は武装した者たちから保護するという名目で枢密顧問官4人を監禁すると、中庭に集まっていた200人の武装兵たちに促されてホワイトホール宮殿の占領に向かうことを決意した。エセックス伯とクリストファー・ブロウントを先頭とした一団は、ひとまず蜂起の際に支援することを約束していたロンドン長官トマス・スミスのところへ向かった。その道中、ロンドン市民を味方につけようと「私の命が狙われている」「我が国の王冠はスペイン王女に売り渡された（エセックス伯は和平派のセシルはスペイン王女を王位につけようとしていると疑っていた）」と叫びながら行進したが、味方に付く市民はまったくなかった。スミス邸に到着すると、スミスはエセックス伯を邸内に入れたが、協力を拒んで裏口から逃げだした。
宮廷ではセシルによってエセックス伯はただちに大逆者と断じられており、捕縛軍が派遣されることになった。これを知るとエセックス伯軍の士気も落ち、続々と逃亡者が出た。ロンドン市民も州長官も味方につかないことで失敗を確信したエセックス伯は自分の屋敷へ逃げ戻った。夕刻からノッティンガム伯率いる女王軍に屋敷ごと包囲されたが、少しの間籠城し、その間に大逆罪の証拠となりそうな書類の焼却を行った。そして午後10時頃にノッティンガム伯に投降した。

### 裁判と処刑
1601年2月9日にロンドン塔に投獄され、2月19日にサウサンプトン伯とともにウェストミンスター宮殿内の高等法院女王座部裁判所にかけられた。弁護士に依頼することは許されなかった。起訴状では「女王を王座から引きずり下ろし、廃位させ、殺害することで女王を破滅させる計画だった」とされたが、それに対してエセックス伯は「私の目的は、不満を抱く8、9人の友人たち ― 私の不満は彼らの不満と同じではなかったが― とともに、女王の前にひざまずき、恵みを乞うことだった。女王の耳に偽りの情報を入れ、我らを退けようとしている者、セシル、コバム、ローリーを遠ざけるよう嘆願するつもりだった。陛下に手を触れるつもりは毛頭なかった」と答弁した。
しかしこの主張は認められず、エセックス伯とサウサンプトン伯は大逆罪で有罪となった。エセックス伯は自分の死を受け入れるが、若いサウサンプトン伯には女王の慈悲を賜りたいと懇願した。これが功を奏したのか、サウサンプトン伯は終身刑に減刑されている（彼はエリザベス崩御後に釈放され、エセックス伯が所持していたワイン輸入税独占権を手に入れている）。またこの裁判にコークとベーコンがエセックス伯を裁く側として参加、ベーコンはエセックス伯の主張を論破し「秘密に協議し、実行し、徒党を組み、武装して武器を手に行進した。この行動をどう弁解するのでしょうか。これを反逆でないと考えるおめでたい者がいるでしょうか」「弁明などなさらずに、全てありのままに話されるのが最善の道のように思われます」と発言した。エセックス伯は「（ここにいる）ベーコン氏に反論するために（かつて私が知っていた）ベーコン氏を呼んでほしい」と応えたと伝えられている。
裁判後、ロンドン塔で死刑を待つエセックス伯のもとに元家庭教師のノリッジ主席牧師ジョン・オーバーオールが訪れ「告解をせずに死ねば地獄の業火に苦しみますぞ」と告げた。その言葉をきっかけにエセックス伯は愁嘆の念に襲われて自尊心が崩壊し、泣き叫びながら告解を行った。彼はその中で支持者と陰謀を練っていたことや自分の数々の愚かな行動を告白し、自分は罪人であり、敗残者として神の審判を受けたいと懇願した。
2月25日早朝、エセックス伯はロンドン塔・タワー・グリーンにおいて自らが任命した死刑執行人デリックによって斬首に処せられた。最後の言葉は「神よ、まことの後悔、まことの忍耐、まことの謙譲をお与えください。そしてこの世的な考えをすべて心から払いのけてください。」「自分の犯した罪はこの頭髪よりも多く、若き日の私は放埒、情欲、不浄に身をゆだね、傲慢、虚栄、この世の快楽に耽溺しました」「私は死に値する罪を犯しました。それをよく知っております。しかし我が国の国益に反したことは一度もありません。我が女王陛下に背いたこともありません。我が死に誓ってそう申し上げます。我が陛下よ、おやすみなさい。さようなら。エリザベス女王よ、わが恵み深き女王よ。神が御身と御身の側近たちをお恵みくださいますように」「我が魂を主に委ねます」。
遺体はロンドン塔内の聖ピーター・アド・ヴィンキュラ教会に葬られた。
3月5日にはクリストファー・ブロウント、エセックス伯の執事ゲリメグリッチ、秘書ヘンリー・カフらも大逆罪で有罪となり、処刑されている。エセックス伯の処刑でセシルの権勢を脅かす者は消え、彼が権力者としての地歩を固めた。女王はエセックス伯の処刑命令書への署名をためらいはしなかったが、処刑後、しばしばエセックス伯のことを思い出しては悲嘆に暮れていたという。
エセックス伯の爵位やガーター勲章は剥奪されたが、女王はウィンザー城セント・ジョージ・チャペルに掲げられたエセックス伯のガーター騎士団員としてのバナー（旗）を降ろさないよう命じている。
エリザベス崩御後の1604年4月18日、議会の議決により同名の息子（ロバート・デヴァルー）にエセックス伯爵以下保有爵位の継承が認められた。またエリザベスに没収された財産も次代のジェームズ1世が元通りに与え直している。

## 人物

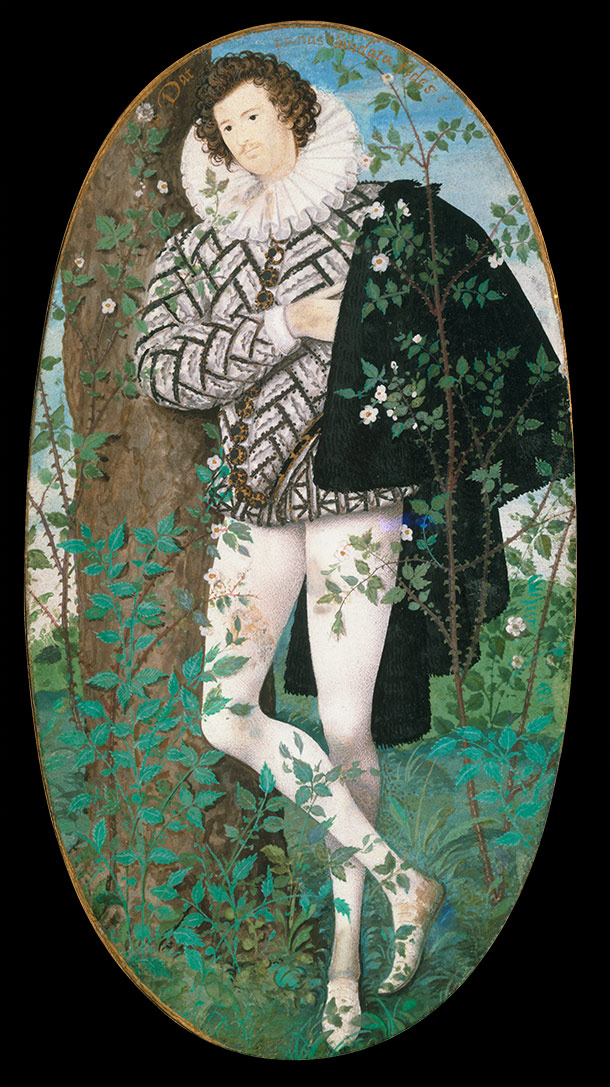
エセックス伯（ニコラス・ヒリアード画）

政敵のロバート・セシルとはあらゆる面で対照的だった。エセックス伯が長身で体格がよく武術に優れていたのに対し、セシルは低身長・虚弱体質だった。性格もエセックス伯が短気・激情的なのに対し、セシルは慇懃で物腰の柔らかく、人あしらいがうまかった。そのためエセックス伯がしばしばエリザベスを怒らせたのに対し、セシルは女王の気持ちが収まるのを待つのを常としたという。
エセックス伯の最大の欠点は、感情の抑制ができず、自制心や克己心などが皆無に近かったことである。そのことに気付いていたフランシス・ベーコンはしばしばエセックス伯を諫め、民衆の人気取りに軍事的栄光を求めることに反対、それにより女王に警戒されることを避けるべきと警告し続けた。国事尚書トマス・エジャートンもエセックス伯への手紙の中で「閣下の問題は己を抑制できないことにあります。克己こそ、真の勇気と不屈の精神の最高峰なのです」と諫めている。
ネーデルラントから帰国したばかりの頃、エリザベス女王の御前馬上槍試合で美青年の騎士チャールズ・ブロウント（後の第8代マウントジョイ男爵）が妙技を見せて女王から報奨を受けた時、エセックス伯が嫉妬に狂ってブロウントを侮辱したため、決闘することになって怪我を負ったことがあった。女王はそれを聞いたとき「彼の鼻をへし折って、よりよい作法を教えてやる者がいればよかった。さもなければ彼はいい気になって勝手なことをするだろう」という感想を述べたと伝えられており、女王もエセックス伯の欠点は早期から知っていたと思われる。それでも女王は彼を飼いならして役に立つ廷臣に育てようとした。恐らく権力がセシル親子に傾きすぎないよう、レスター伯に代わってセシル親子をけん制する柱となってほしかったのだと思われる。
エセックス伯は同輩以上の者には傲慢に思われていたが、目下の者には思いやりのある人物で、それが国民人気にもつながっていた（対するセシルは女王の耳にエセックス伯の悪口を毒液のように注いでいる者として国民から憎まれていた）。特に都市部とその選挙区における人気が絶大だった。
次のような逸話がある。エリザベス1世はかつてエセックス伯がカディスを攻めた時、感謝の印としてエセックス伯に指輪を送ったが、エリザベス1世が死刑執行令状に署名したことにエセックス伯はその指輪を送り返したが、政敵たちの妨害で女王の元には届かなかった。ただし、これは作り話であるという説もある。

## 栄典

### 爵位
1576年9月22日の父ウォルター・デヴァルーの死により以下の爵位を継承した。
- 第2代エセックス伯爵 (2nd Earl of Essex)
(1572年5月4日の勅許状によるイングランド貴族爵位)
- 第3代ヘレフォード子爵 (3rd Viscount Hereford)
(1550年2月2日の勅許状によるイングランド貴族爵位)
- 第11代チャートリーのフェラーズ男爵（英語版） (11th Baron Ferrers of Chartley)
(1299年2月6日の議会招集令状（英語版）によるイングランド貴族爵位)
- 第9代バウチャー男爵（英語版） (9th Baron Bourchier)
(1348年11月20日の議会招集令状によるイングランド貴族爵位)

1601年2月に大逆罪で有罪となり、爵位を剥奪された。

### 勲章
- 1588年、ガーター騎士団(勲章)ナイト(KG)[71][79]（1601年剥奪）

## 家族

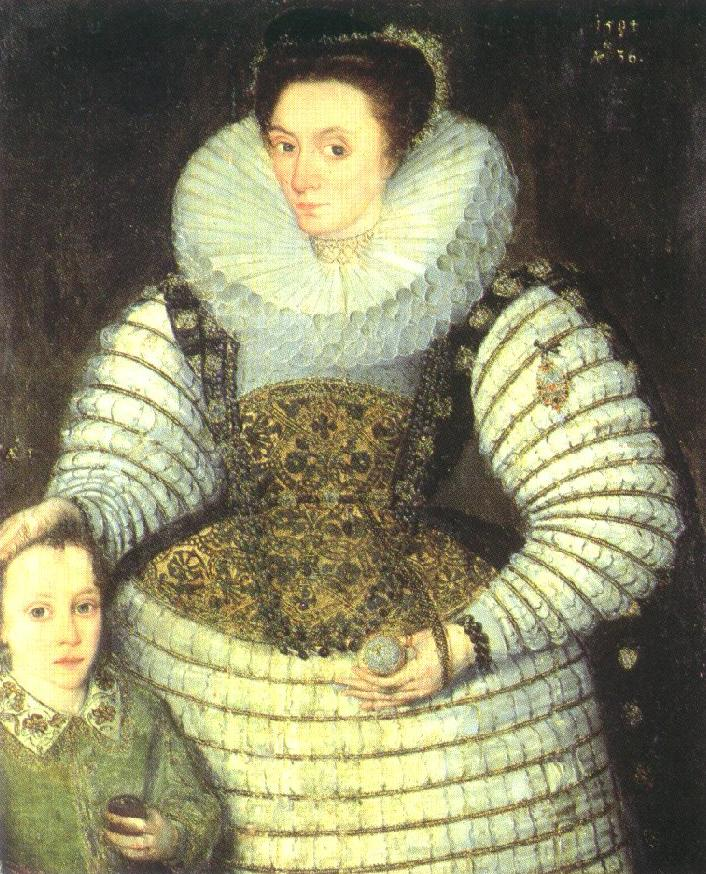
妻フランセスと子ロバート（ロバート・ピーク・エルダー画、1594年）

国王秘書長官フランシス・ウォルシンガムの娘フランセス(1567-1633)と結婚。彼女との間に以下の3子を儲ける。
- 長女ドロシー・デヴァルー（1636年没） - 第2代準男爵サー・ヘンリー・シャーリー（en）、ついでウィリアム・スタッフォード・オブ・ブラザーウィック（1604年頃 - 1637年）と結婚
- 長男ロバート・デヴァルー（1591年 - 1646年） - 第3代エセックス伯位を回復。清教徒革命の際の議会軍総司令官
- 次女フランセス・デヴァルー（英語版）（1599年 - 1679年） - 第2代サマセット公ウィリアム・シーモアと結婚

エセックス伯の処刑後、妻フランセスは第4代クランリカード伯爵リチャード・バークと再婚した。

## 大衆文化で描かれたエセックス伯

### 音楽
- ジョン・ダウランドの歌曲集第1巻（1597年出版）にはエセックス伯のガリアード『彼女は許してくれようか』（Can she excuse my wrongs with virtue's cloak?）が含まれている。
- ガエターノ・ドニゼッティはオペラ『ロベルト・デヴリュー』（Roberto Devereux, 1837年）を作曲した。
- ベンジャミン・ブリテンはリットン・ストレイチー（Lytton Strachey）の『エリザベスとエセックス』を元にオペラ『グロリアーナ』（Gloriana, 1953年）を作曲した。

### 演劇
- ティモシー・フィンドリー（Timothy Findley）の戯曲『Elizabeth Rex』はエセックス伯の処刑の夜をドラマ化したものである。
- ドイツの法学者カール・シュミットはその著書『ハムレットもしくはヘカベ』の中で、ウィリアム・シェイクスピアはハムレットの台詞・性格づけの両方に、エセックス伯の伝記的要素（とくに最後の数日と最後の言葉）を取り込んだと主張した。
- シェイクスピアの『ヘンリー五世』の第5幕が始まる前の口上に、エセックス伯への短い言及がある。
- 2019年に日生劇場で公演された『クイーン・エリザベス−輝ける王冠と秘められし愛−』では、エリザベス1世（演：大地真央）から寵愛を受けるエセックス伯（演：高木雄也）として描かれている[82]。

### 映画・テレビ
- 1939年の映画『女王エリザベス』（The Private Lives of Elizabeth and Essex ）では、エロール・フリンがエセックス伯を、ベティ・デイヴィスがエリザベス1世を演じた。この映画はマクスウェル・アンダーソンの戯曲 "Elizabeth the Queen" とリットン・ストレイチーの "Elizabeth and Essex"（『エリザベスとエセックス』福田逸訳、中公文庫）に基づいたものであるが、史実にこだわらずエセックス伯を好ましく描いている。
- 2人の関係はサイレント映画でも描かれ、その中で有名なものはサラ・ベルナールがエリザベス1世を演じた『エリザベス女王』 "Les Amours de la reine Élisabeth"（1912年）である。
- グレンダ・ジャクソンがエリザベス1世を演じた1971年のBBCのテレビシリーズ "Elizabeth R" の第5回・第6回にエセックス伯が登場する（演じたのはロビン・エリス (Robin Ellis)）。
- ヘレン・ミレン主演のチャンネル4/HBO共同製作のテレビシリーズ『エリザベス1世 〜愛と陰謀の王宮〜』ではヒュー・ダンシーがエセックス伯を演じた。
- 2005年のテレビシリーズ "The Virgin Queen" ではハンス・マシソンがエセックス伯を演じた。